# أليكسيا مويانو
أليكسيا مويانو (بالإسبانية: Alexia Moyano)‏ هي ممثلة أرجنتينية، ولدت في 15 فبراير 1982 في الأرجنتين.

## وصلات خارجية
- أليكسيا مويانو على موقع IMDb (الإنجليزية)